# Boghead Park
Der Boghead Park war ein Fußballstadion im schottischen Dumbarton, Grafschaft Dunbartonshire, etwa 20 km nordwestlich von Glasgow. Es war für 121 Jahre die Heimatstätte des FC Dumbarton als dieser zwischen 1879 und 2000 in der Scottish Football League spielte. Es war zum Zeitpunkt der Schließung im Jahr 2000 das älteste Stadion in Schottland, das noch genutzt wurde. Zwischen 1996 und 2000 war es zudem das Ausweichstadion des FC Clydebank.

## Geschichte
Der im Jahr 1872 gegründete FC Dumbarton zog im Jahr 1879 in den Boghead Park. In den folgenden fünf Jahren blieb der Verein im Boghead Park ungeschlagen. In der Zeit im Boghead Park wurde Dumbarton 1883 Pokalsieger und gewann 1891 und 1892 die schottische Meisterschaft. Neben dem Eigentümer des Stadions nutzte auch der FC Clydebank zwischen 1996 und 2000 den Boghead Park. Der FC Clydebank hatte zuvor den heimischen Kilbowie Park nach 57 Jahren verlassen, bevor er weiter in den Cappielow Park zog.
Das Spielfeld wurde im Jahr 1913 um 90 Grad gedreht. Danach baute der Verein eine Haupttribüne mit dem Spitznamen „Postage Box“, die nur eine Kapazität von 80 Sitzplätzen hatte. Diese wurde 1980 durch eine moderne Sitzplatztribüne für 300 Personen ersetzt. Die neue Tribüne wurde durch Alan Hardaker eröffnet, einem ehemaligen Sekretär der English Football League.
Rund um das Spielfeld im Boghead Park wurde 1932 eine Windhundrennbahn errichtet. Das erste Rennen fand am 7. Oktober 1932 statt.
Im Jahr 1957 wurden Flutlichter installiert. Im selben Jahr wurde ein Zuschauerrekord aufgestellt, als 18.000 Menschen ein schottisches Pokalspiel zwischen Dumbarton und den Raith Rovers sahen. Dumbarton verlor mit 1:4. Ebenfalls 1957 kaufte der Verein das Bahnsteigdach vom Bahnhof Turnberry, um es als Terrassenüberdachung zu verwenden.
Die Kapazität des Stadions betrug Mitte der 1980er Jahre 10.000 Zuschauer als der Verein in der Premier Division spielte. Mitte der 1980er Jahre wurde eine Tribüne im Boghead Park durch einen Brand zerstört. Ein Wiederaufbau fand nicht statt, woraufhin die Kapazität auch aufgrund von zunehmenden Verfalls des gesamten Stadions bis 1995 auf 5000 reduziert wurde. Im Jahr 2000 waren nur noch 3000 Zuschauer zugelassen. Ehrgeizige Pläne für die Sanierung des Boghead Park wurden vom Verein nie in die Praxis umgesetzt.
Dumbarton verkaufte schließlich das Gelände des Boghead Park im Jahr 2000 und zog in das Dumbarton Football Stadium. Heutzutage befindet sich auf dem ehemaligen Gelände eine Wohnsiedlung.
Der Boghead Park wurde im Jahr 1999 als Filmkulisse für den Film Shot at Glory – Das Spiel ihres Lebens von Regisseur Michael Corrente gewählt. In dem Film ist unter anderem Robert Duvall als Vereinspräsident der fiktiven Fußballmannschaft FC Kilnockie zu sehen.
Das Stadion ist das Thema des Songs „High Tension at Boghead“, der von The Supernaturals auf der 1997er Single Prepare To Land veröffentlicht wurde.